# SMS Kolberg (1908)
«Ко́льберг» (нем. SMS Kolberg) — немецкий лёгкий крейсер времён Первой мировой войны. Первый корабль в серии из четырёх однотипных кораблей. Заложен в 1908 году, спущен на воду 14 ноября 1908 года, вошёл в строй 21 июня 1910 года.

## История службы
На момент начала Первой мировой войны лёгкий крейсер «Кольберг» входил в состав разведывательных сил Флота Открытого моря, возглавляемых контр-адмиралом Хиппером.
28 августа 1914 года в составе отряда крейсеров принимал участие в Гельголандском сражении. В дальнейшем, в 1914 году участвовал в выходах флота к у английскому побережью.
16-18 декабря 1914 года в составе 2-го разведывательного отряда принимал участие в набеговой операции кораблей Флота открытого моря на Хартлпул, Скарборо и Уитби. При проведении операции осуществлял минные постановки.
24 января 1915 года в составе 1-й разведывательной группы Флота Открытого моря лёгкий крейсер «Кольберг» принимал участие в сражении у Доггер-банки. На момент начала боя находился в составе сторожевого охранения, первый вступил в бой с британскими кораблями. Во время сражения получил 8 попаданий, потеряв 3 человек убитыми и двух ранеными.
В августе 1915 года был переведён во 2-ю группу торпедных сил капитана-цур-зее Ресторфа. Принимал участие в попытке форсирования Рижского залива.
10 сентября 1915 года участвовал в перестрелке с дивизионом русскими эсминцев во время операции против русской ВМБ на острове Утэ.
В 1916 году был окончательно переведён в состав сил немецкого Балтийского флота. 10-11 ноября того же года прикрывал выход 10-й флотилии германских эскадренных миноносцев. В результате неудачно проведённой операции большая часть кораблей соединения погибла на русском минном заграждении.
С 16 декабря 1916 года по 26 апреля 1917 года находился в ремонте в Киле. При проведении ремонтных работ артиллерийское вооружение крейсера подверглось модернизации. Вместо двенадцати 105-мм орудий на корабле было установлено шесть 150-мм орудий.

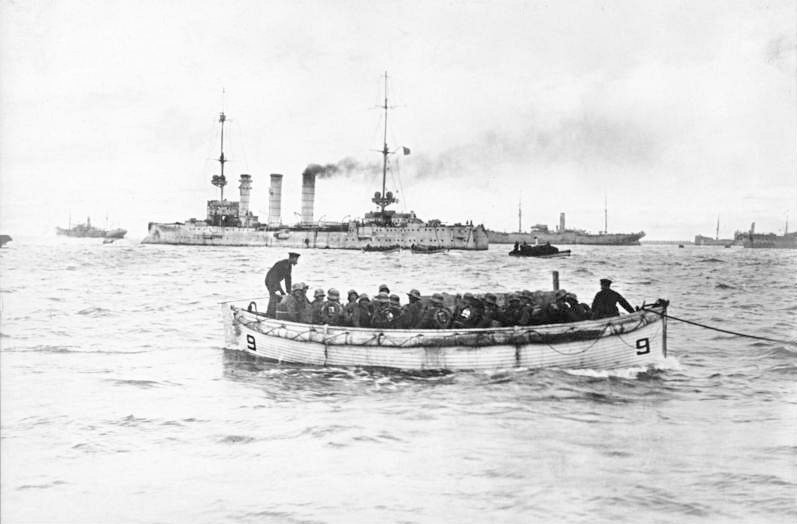
Высадка с крейсера тип «Бремен» (предположительно «Данциг») сил морского десанта на остров Эзель

В октябре 1917 года принимал участие в операции по захвату Моонзундских островов в Балтийском море, принадлежавших Российской империи (Операция «Альбион»). Являлся флагманским кораблём контр-адмирала Гопмана. При проведении операции участвовал в высадке морских десантов на острова Эзель и Муху. Входил в состав сил германского флота, принимавших участие 17 октября 1917 года в бою в районе островов Эзель и Хиума с русскими броненосцами «Слава» и «Гражданин».
Весною 1918 года участвовал в интервенции германских войск в Финляндию и попытке захвата русского Балтийского флота в Гельсингфорсе.
На момент окончания Первой мировой войны находился на базе в Киле. Согласно условиям Компьенского перемирия вошёл в число боевых кораблей, передаваемых Германией Антанте.
28 апреля 1920 года лёгкий крейсер «Кольберг» был передан в состав флота Франции. Вошёл в состав французского флота под названием «Colmar». В 1923 году совершил переход через Суэцкий канал на Дальний Восток.
Выведен из состава французского флота в 1927 году. В 1929 году разобран на металл в Бресте.

## Командиры корабля
- капитан-цур-зее Ганс фон Абекен (июнь — сентябрь 1910)
- капитан-лейтенант Пауль Мёллер (сентябрь — октябрь 1910)
- фрегаттен-капитан/капитан-цур-зее Макс Ханн (октябрь — декабрь 1910)
- корветтен-капитан Александр Эрдманн (апрель — июнь 1911)
- фрегаттен-капитан/капитан-цур-зее Пауль Хенрик (июнь 1911 — август 1912)
- фрегаттен-капитан/капитан-цур-зее Вильгельм Виденманн (сентябрь 1912 — февраль 1915)
- капитан-цур-зее Эрнст Эверс (март — май 1915)
- фрегаттен-капитан/капитан-цур-зее Макс Кёйне (май 1915 — февраль 1916)
- фрегаттен-капитан/капитан-цур-зее Курт Франк (февраль 1916 — декабрь 1918)